# Chyliza monika
Chyliza monika är en tvåvingeart som beskrevs av Lindner 1956. Chyliza monika ingår i släktet Chyliza och familjen rotflugor. Inga underarter finns listade i Catalogue of Life.